# Saint-Rémy-du-Plain
Saint-Rémy-du-Plain település Franciaországban, Ille-et-Vilaine megyében. Lakosainak száma 808 fő (2022. január 1.). Saint-Rémy-du-Plain Bazouges-la-Pérouse, Marcillé-Raoul, Rimou és Sens-de-Bretagne községekkel határos.

## Népesség
A település népessége az elmúlt években az alábbi módon változott:
| Lakosok száma | 561  | 548  | 590  | 698  | 847  | 834  | 828  | 819  | 815  | 808  |
|               | 1968 | 1982 | 1990 | 2006 | 2013 | 2015 | 2017 | 2019 | 2020 | 2022 |